# ضباع (فلم 1992)
ضباع (بالفرنسية: Hyènes) هُو فيلم سنغالي صدر عام 1992، وأخرجه جبريل ديوب مامبيتي الفيلم مُقتبس من مسرحية التراجيديا الكوميدية الساخرة السويسرية الألمانية الزيارة (1956) لمُؤلفها فريدريش دورينمات. قصة الفيلم حول الحب والانتقام مع جُرعة من الانتقاد لموجة الاستعمار الجديد والنزعة الاستهلاكية الأفريقية. رُشح الفيلم لنيل جائزة السعفة الذهبية في مهرجان كان السينمائي عام 1992.

## القصة
يروي الفيلم قصة لانغير راماتو، وهي امرأة مُسنة وثرية تزور قريتها في كولوبان. تقدم لانغير عرضًا مزعجًا لأهالي كولوبان وتغمرهم بالرفاهية لإقناعهم. هذه المرأة المليئة بالمرارة، «الغنية مثل البنك الدولي»، ستمنح قرية كولوبان ثروة مُقابل مقتل درامان درامي، صاحب متجر محلي تركها بعد علاقة غرامية وحملها غير الشرعي، ودلك عندما كانت في السابعة عشرة من عمرها.

## طاقم التمثيل
- عامي دياكاتي في دور لانغير راماتو.
- جبريل ديوب مامبيتي.
- منصور ضيوف بدور درامان درامي.
- كالغو فال في دور الكاهن.
- فالي غاي في دور السيدة درامي.
- مامادو ماوريديا غاي في دور العمدة.
- عيسى راماغليسا سامب في دور الأستاذ.
- إيسيو نيانغ

## الاستقبال النقدي
حاز الفيلم مُراجعات من النقاد إيجابية في مُجملها. فعلى موقع روتن توميتوز، حصل الفيلم على تقييم 69٪ بناءً على 159 مُراجعة، بمُتوسط مُعدل 3.7 من 5. رُشح الفيلم للتنافس على جائزة السعفة الذهبية في مهرجان كان السينمائي عام 1992. وهذه بعض من الآراء حول الفيلم:
- «قصة خالدة. . . يُوفر خط القصة القوي والتمثيل الجيد إيقاعًا أسرع وأسهل في الاستيعاب من العديد من الأفلام الأفريقية». - مجلة فارايتي
- «إن تغيير مكان هذا الفيلم المُقتبس اللاذع يضفي على الحكاية بُعدًا سياسيًا جديدًا. . . (مامبيتي) يصنع الدراما القاتمة بحافة من روح الدعابة الكرنفالية. هذا الفيلم يحمل لسعة!» - نيويورك تايمز
- «هذه الحكاية الشريرة، التي تُروى بذكاء ومفارقة، تحتوي على كل المقومات لإرضاء الجماهير.» - ذا فيليج فويس

## روابط خارجية
ضباع على موقع IMDb (الإنجليزية)
- ضباع على موقع روتن توميتوز (الإنجليزية)
- ضباع على موقع ألو سيني (الفرنسية)
- ضباع على موقع Turner Classic Movies (الإنجليزية)
- ضباع على موقع أول موفي (الإنجليزية)
- ضباع على موقع فيلمافينيتي (الإسبانية)
- ضباع على موقع قاعدة بيانات الفيلم (الإنجليزية)
- ضباع على موقع ليتربوكسد (الإنجليزية)
- ضباع على موقع كينوبويسك (الروسية)